# Campeonato Mundial de Halterofilia de 2021
El LXXXVI Campeonato Mundial de Halterofilia se celebró en Taskent (Uzbekistán) entre el 7 y el 17 de diciembre de 2021 bajo la organización de la Federación Internacional de Halterofilia (IWF) y la Federación Uzbeka de Halterofilia.
Las competiciones se realizaron en el Complejo Deportivo de Uzbekistán de la capital uzbeka. 

## Calendario
| Fecha→ Categoría ↓ | Ma 07 | Mi 08 | Ju 09 | Vi 10 | Sá 11 | Do 12 | Lu 13 | Ma 14 | Mi 15 | Ju 16 | Vi 17 |
| ------------------ | ----- | ----- | ----- | ----- | ----- | ----- | ----- | ----- | ----- | ----- | ----- |
| 55 kg              | ●     |       |       |       |       |       |       |       |       |       |       |
| 61 kg              |       |       | ●     |       |       |       |       |       |       |       |       |
| 67 kg              |       |       |       | ●     |       |       |       |       |       |       |       |
| 73 kg              |       |       |       | ●     |       |       |       |       |       |       |       |
| 81 kg              |       |       |       |       |       | ●     |       |       |       |       |       |
| 89 kg              |       |       |       |       |       |       | ●     |       |       |       |       |
| 96 kg              |       |       |       |       |       |       |       | ●     |       |       |       |
| 102 kg             |       |       |       |       |       |       |       |       | ●     |       |       |
| 109 kg             |       |       |       |       |       |       |       |       |       | ●     |       |
| +109 kg            |       |       |       |       |       |       |       |       |       |       | ●     |

| Fecha→ Categoría ↓ | Ma 07 | Mi 08 | Ju 09 | Vi 10 | Sá 11 | Do 12 | Lu 13 | Ma 14 | Mi 15 | Ju 16 | Vi 17 |
| ------------------ | ----- | ----- | ----- | ----- | ----- | ----- | ----- | ----- | ----- | ----- | ----- |
| 45 kg              |       | ●     |       |       |       |       |       |       |       |       |       |
| 49 kg              |       | ●     |       |       |       |       |       |       |       |       |       |
| 55 kg              |       |       | ●     |       |       |       |       |       |       |       |       |
| 59 kg              |       |       |       |       | ●     |       |       |       |       |       |       |
| 64 kg              |       |       |       |       |       | ●     |       |       |       |       |       |
| 71 kg              |       |       |       |       |       |       | ●     |       |       |       |       |
| 76 kg              |       |       |       |       |       |       |       | ●     |       |       |       |
| 81 kg              |       |       |       |       |       |       |       |       | ●     |       |       |
| 87 kg              |       |       |       |       |       |       |       |       |       | ●     |       |
| +87 kg             |       |       |       |       |       |       |       |       |       |       | ●     |

## Resultados

### Masculino
| Evento          | Oro                                             | Plata                                                    | Bronce                                            |
| --------------- | ----------------------------------------------- | -------------------------------------------------------- | ------------------------------------------------- |
| 55 kg (07.12)   | Arli Chontei · Kazajistán · 118 + 142 = 260     | Thada Somboonuan Tailandia 115 + 141 = 256               | Anguel Rusev Bulgaria 110 + 144 = 254             |
| 61 kg (09.12)   | Shin Rok Corea del Sur 132 + 156 = 288          | Shota Mishvelidze Georgia 131 + 155 = 286                | Serach Al-Saleem Arabia Saudita 127 + 155 = 282   |
| 67 kg (10.12)   | Doston Yoqubov Uzbekistán 144 + 180 = 324       | Francisco Mosquera Valencia · Colombia · 137 + 179 = 316 | Zulfat Garayev · RWF · 146 + 169 = 315            |
| 73 kg (10.12)   | Rahmat Erwin Abdullah Indonesia 151 + 192 = 343 | Briken Calja · Albania · 156 + 186 = 342                 | Suttipong Jeeram Tailandia 154 + 180 = 334        |
| 81 kg (12.12)   | Karlos Nasar Bulgaria 166 + 208 = 374           | Mir Mostafa Yavadi Irán 163 + 204 = 367                  | Marin Robu Moldavia 168 + 195 = 363               |
| 89 kg (13.12)   | Yu Dong-Ju Corea del Sur 167 + 204 = 371        | Sarvarbek Zafarjonov Uzbekistán 166 + 205 = 371          | Revaz Davitadze Georgia 171 + 199 = 370           |
| 96 kg (14.12)   | Lesman Paredes · Colombia · 187 + 213 = 400     | Fares El-Baj Catar 172 + 222 = 394                       | Keydomar Vallenilla · Venezuela · 177 + 214 = 391 |
| 102 kg (15.12)  | Rasul Motamedi Irán 177 + 220 = 397             | Jin Yun-Seong Corea del Sur 180 + 216 = 396              | Amir Hogougui Irán 172 + 216 = 388                |
| 109 kg (16.12)  | Akbar Joʻrayev Uzbekistán 195 + 238 = 433       | Ruslan Nurudinov Uzbekistán 185 + 236 = 421              | Simon Martirosian Armenia 188 + 228 = 416         |
| +109 kg (17.12) | Lasha Talajadze Georgia 225 + 267 = 492 RM      | Varazdat Lalayan Armenia 211 + 246 = 457                 | Gor Minasian Armenia 205 + 243 = 448              |

1. 1 2 3  Arrancada (kg) + dos tiempos (kg) = total olímpico (kg).

### Femenino
| Evento         | Oro                                                   | Plata                                               | Bronce                                       |
| -------------- | ----------------------------------------------------- | --------------------------------------------------- | -------------------------------------------- |
| 45 kg (08.12)  | Thunya Sukcharoen Tailandia 77 + 95 = 172             | Manuela Berrío Zuluaga · Colombia · 75 + 95 = 170   | Şaziye Erdoğan Turquía 76 + 96 = 169         |
| 49 kg (08.12)  | Surodchana Khambao Tailandia 86 + 105 = 191           | Rira Suzuki Japón 78 + 101 = 179                    | Ibuki Takahashi Japón 71 + 101 = 172         |
| 55 kg (09.12)  | Gofrane Beljir Túnez 92 + 111 = 203                   | Adijat Olarinoye Nigeria 90 + 113 = 203             | Svitlana Samuliak · Ucrania · 91 + 110 = 201 |
| 59 kg (11.12)  | Kuo Hsing-Chun China Taipéi 100 + 130 = 230           | Yenny Álvarez Caicedo · Colombia · 99 + 127 = 226   | Olga Tio · RWF · 100 + 118 = 218             |
| 64 kg (12.12)  | Neama Said · Egipto · 106 + 127 = 233                 | Chen Wen-Huei China Taipéi 97 + 135 = 232           | Park Min-Kyung Corea del Sur 96 + 121 = 217  |
| 71 kg (13.12)  | Meredith Alwine Estados Unidos 100 + 135 = 235        | Sarah Davies Reino Unido 102 + 132 = 234            | Patricia Strenius · Suecia · 104 + 127 = 231 |
| 76 kg (14.12)  | Lee Min-Ji Corea del Sur 105 + 139 = 244              | Martha Ann Rogers Estados Unidos 107 + 136 = 243    | Yana Sotiyeva · RWF · 112 + 130 = 242        |
| 81 kg (15.12)  | Alina Marushchak · Ucrania · 113 + 135 = 248          | Valeria Rivas Mosquera · Colombia · 105 + 134 = 239 | Kim I-Seul Corea del Sur 108 + 130 = 238     |
| 87 kg (16.12)  | Mönjzhantsanguiin Anjtsetseg Mongolia 109 + 141 = 250 | Tursunoy Jabborova Uzbekistán 113 + 131 = 244       | Solfrid Koanda · Noruega · 103 + 141 = 244   |
| +87 kg (17.12) | Son Young-Hee Corea del Sur 123 + 169 = 282           | Duangaksorn Chaidee Tailandia 124 + 157 = 281       | Emily Campbell Reino Unido 121 + 157 = 278   |

1. 1 2 3  Arrancada (kg) + dos tiempos (kg) = total olímpico (kg).

## Medallero
| Núm. | País           | Oro | Plata | Bronce | Total |
| ---- | -------------- | --- | ----- | ------ | ----- |
| 1    | Corea del Sur  | 4   | 1     | 2      | 7     |
| 2    | Uzbekistán     | 2   | 3     | 0      | 5     |
| 3    | Tailandia      | 2   | 2     | 1      | 5     |
| 4    | Colombia       | 1   | 4     | 0      | 5     |
| 5    | Georgia        | 1   | 1     | 1      | 3     |
| 5    | Irán           | 1   | 1     | 1      | 3     |
| 7    | China Taipéi   | 1   | 1     | 0      | 2     |
| 7    | Estados Unidos | 1   | 1     | 0      | 2     |
| 9    | Bulgaria       | 1   | 0     | 1      | 2     |
| 9    | Ucrania        | 1   | 0     | 1      | 2     |
| 11   | Egipto         | 1   | 0     | 0      | 1     |
| 11   | Indonesia      | 1   | 0     | 0      | 1     |
| 11   | Kazajistán     | 1   | 0     | 0      | 1     |
| 11   | Mongolia       | 1   | 0     | 0      | 1     |
| 11   | Túnez          | 1   | 0     | 0      | 1     |
| 16   | Armenia        | 0   | 1     | 2      | 3     |
| 17   | Japón          | 0   | 1     | 1      | 2     |
| 17   | Reino Unido    | 0   | 1     | 1      | 2     |
| 19   | Albania        | 0   | 1     | 0      | 1     |
| 19   | Catar          | 0   | 1     | 0      | 1     |
| 19   | Nigeria        | 0   | 1     | 0      | 1     |
| 22   | RWF            | 0   | 0     | 3      | 3     |
| 23   | Arabia Saudita | 0   | 0     | 1      | 1     |
| 23   | Moldavia       | 0   | 0     | 1      | 1     |
| 23   | Noruega        | 0   | 0     | 1      | 1     |
| 23   | Suecia         | 0   | 0     | 1      | 1     |
| 23   | Turquía        | 0   | 0     | 1      | 1     |
| 23   | Venezuela      | 0   | 0     | 1      | 1     |
|      | TOTAL          | 20  | 20    | 20     | 60    |

1. 1 2 3 4  Debido a la decisión del TAS de diciembre de 2020 de suspender los entes deportivos rusos, el equipo de Rusia participa bajo la denominación «Russian Weightlifting Federation» y las siglas RWF.